# スポラディックE層

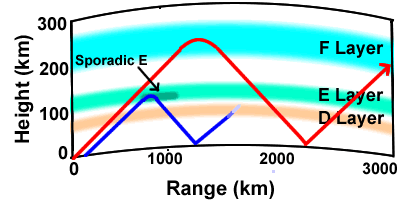
スポラディックE層

スポラディックE層（スポラディックイーそう、Es層、略称はEスポ、または、Es、英語：Sporadic E layer）とは、春から夏ごろにかけて、主に昼間に上空約100km付近に局地的・突発的（スポラディック）に発生する特殊な電離層である。
Eスポの電子密度が極度に高い場合は、F層でも反射できないVHF（Very High Frequency）帯の電波をも反射するという特殊な性質がある。

## 発生時の状況

### 伝播状況
VHF（周波数が30MHz以上300MHz未満の電波）以上の電波は、通常は、直接波ないし直接の反射波が届く近距離には強力に伝播する。その電界強度は、送信地点から受信地点間の距離が離れるにつれて弱くなるので、見通し距離外の遠距離へは伝播しない。この特性のため、VHF/UHF電波は、通常、近距離間の通信・放送に使われている。
ところが、スポラディックE層と呼ばれる、極度に電子密度の高くなった特殊な電離層が発生すると、VHF帯の電波をも反射する。
この特性のため、通常は電離層を突き抜けてしまうVHF電波が、スポラディックE層から反射されて地上に戻ってくるという異常伝播現象が起こる。
この現象を「Eスポ」と称して、アマチュア無線や市民ラジオ(CB無線）等では通常は不可能なVHF帯による遠距離交信の機会として利用される。
一方、（アナログ時代の）テレビ放送、FMラジオ放送等でサービスエリア外の遠方の局の放送が混信する、市町村防災行政無線において（トーンスケルチ機能が無い場合）遠方の市町村の「お知らせ」が広報されてしまうことがある、等のトラブルの原因にもなっている。
なお、日本では主に初夏の時期に強い異常伝播現象が見られる。

### 主な事象
Eスポが発生すると、通常は受信できない遠距離のVHF放送やVHF通信が突如として強力に受信される。日本の部分地域から全域、韓国、中国、ロシア、フィリピンなど、海外の周辺諸国や離島・地方のテレビやFMラジオの電波がEスポで反射して強く受信される。FMラジオ放送等に混信することで音声の乱れが生じることがある。日本国内では、大変遠方の局が受信できたり、遠方の局の電波による混信が起きたりする。例えば関東地方では九州や沖縄のFM国内放送が突然聞こえ出し、フェーディング（受信電波の強弱変動）を伴いながら比較的短時間で受信されなくなる。また関西圏では東北・青森県や岩手県などの国内FM放送や、中国又は台湾のFM放送を短時間ではあるが受信できることがある(中国語で入感する)。
かつてはテレビ放送においてもEスポ発生の影響で地上アナログテレビ放送の1 - 3チャンネルに混信による画像や音声の乱れが生じることがあった。ただし現在では、地上デジタルテレビ放送がUHF帯に移行し、アナログテレビ放送が2012年3月31日までに全て終了（岩手・宮城・福島以外の都道府県では2011年7月24日終了）したため、日本国内テレビ放送においてはEスポ反射による混信は解消された。
トーンスケルチ機能を持たない場合、地方自治体の同報系防災無線設備を利用した「地方自治体からのお知らせ」などが、同じ周波数を使っている遠方の地方自治体の設備で受信され、全く関係ない土地の「お知らせ」が流れることがある。
アマチュア無線では21MHz帯、28MHz帯、50MHz帯の周波数の反射が顕著で、長距離（300 - 1500km以内。北海道⇔関東、関東⇔九州）の交信が可能となる（ただし、21MHz以下の周波数〈7MHz - 18MHz等〉でもEスポによる反射は起こっている）。
また市民ラジオでは、出力0.5Wの小電力と小型ホイップアンテナの無線設備でありながらも、Eスポ反射を利用した1000km以上の遠距離交信も可能となる（オーストラリアと通信してしまった実例がある。国外のCB無線局と通信するのは電波法違反だが「犯意なし」ということで処分はされなかった）。
VHF帯の電波の電離層反射波は通常想定されていないため、送信出力や周波数割当てなどは電離層反射に対応したものにはなっていない。このため、Eスポ反射波受信による混信が発生し業務無線関係者・放送関係者からはしばしば「厄介者」とみなされる。一方、アマチュア無線家・BCL（ラジオ放送受信）愛好者からはEスポは「エキサイティングな自然現象」と捉えられ大変に人気がある。

## 観測方法
電離層の反射状態を知るためには地上の2点間の通信状況を監視するほか横軸に周波数、縦軸に高度、カラーコンターでエコー強度を示したイオノグラムの観測結果が利用されている（当該リンクを参照）。これはレーダー（イオノゾンデ）を用いて地表から上空に電波を発射し、電離層で反射して地表面に戻ってくるまでの時間を測定し電離層の高度と反射強度の検出結果をグラフ化したものである。
Eスポ発生時には高度100km付近において周波数軸に対し反射層が水平方向に直線で伸び、電波を強く反射する層がイオノグラムに現れる。イオノグラムは観測地点のピンポイント情報しか得られないため、Eスポの平面的・地域分布情報は得られない。Eスポの平面的な地域分布を可視化する手段のアイディアはある。高層大気の観測は日本国内の観測所でレーダーや電離層観測衛星により継続して行われている。

## 発生の傾向
Eスポは弱く電離したものを含めると年間を通じて発生しているが、VHF電波を反射できるほど電子密度が極度に高くなるEスポに関しては、季節的には5月中旬から8月上旬に発生頻度が高くなる。日間変化としては、時間的に午前の11時から12時と、午後の17時から18時頃が最も出現頻度が高い。また数日続けて同じ時刻近辺にEスポが出現しやすい傾向があるが、発生頻度は不規則である。
Eスポの発生頻度に地域的偏りがありその原因は不明であるが、地球上では日本付近において最も出現率が高いことが知られている。通常の電離層（D, E, F層）と比べると電子密度が極めて高いのがEスポの特徴で上空約100kmで雲のような状態で分布し高速で移動する。
夜間に発生するVHF帯の異常伝播は、E層で「FAI（Field-aligned Irregularities）」と呼ばれる電離層構造ができるという説もある。FAIとは、Es層内プラズマ中の不安定な構造が地磁気の磁力線に沿った鉛直方向に対して電子密度が高くなる濃淡構造をいう。FAIは磁力線に直行の方向から入射する電波を強く後方散乱し、夏の夜半前にしばしば現れるといわれている。
電離層（D, E, F層）の電子密度の変化は11年周期の太陽活動との相関が高いことが知られているが、Eスポでは出現頻度や最大電子密度と太陽活動との関係はない。流星を起源とする金属イオンによって高い電子密度が保たれるため流星群の出現と相関があるとする説や、逆に流星群の出現とは相関が無いとする説や、ある特定の気圧配置において出現しやすいとする説もあったが、近代ではウィンドシアー理論(このリンクは、誤った理解による対流圏内現象をリンクしていますが、本現象の説明理論ではありません。出典した論文の文献は、全て削除されていました。)によるスポラディックE層の生成過程説が有力視されていた。しかしながらウィンドシアー理論による高層大気の風が集積する場所にスポラディックE層が発生するとは限らないことから、ウィンドシアー理論だけではスポラディックE層の生成過程を説明できていない。(ただしこれは1980年代の古い文献です。)
アマチュア無線家の間では、雲がどんよりした蒸し暑い日に起きやすい、とする科学的根拠を伴わない噂話しや、50MHz帯の異常伝播の傾向について、戦後間もなくの非常に古い時代の栗山晴二氏の唱えた「キングソロモンの法則」が知られていた。この名称は、栗山のコールサインであるJ2KS, JA1KSにちなむものである。「日本列島を温暖前線が縦断した時、かつ雲が垂れ込めていると発生しやすい」というものである。
ただし気象現象は対流圏内（およそ上空10km程度まで）の活動であるにもかかわらず、なぜE層の高さ（上空100kmの電離層、熱圏）にまで影響するのかといった因果関係を説明できる科学的根拠等は記載が無く、科学的立証の無い無線雑誌の記事が噂として広がって定着した。これは、経験則として長く根強く支持される経過を辿ったが、あくまで一個人の仮説である。（科学的立証思考手順を伴わないため、学説では無かった。）
一方、VHF帯の電波は対流圏内に形成されるラジオダクト（電波伝播）と呼ばれる経路が形成されることで異常伝播が起こることも知られている。
VHF電波の異常伝播は、Eスポ、流星エコー、対流圏内ラジオダクトによるものが知られている。
Eスポによる最長の伝播距離は1500Km以内になる。
一方、1500kmを越えるVHFの異常伝播は複数のEスポの発生によるマルチホップ仮説が無線雑誌に書かれたが、観測データ提示の無い仮説に留まっていた。
電離層の電子密度の高くなる現象は、発達したF層、中緯度の赤いオーロラ、赤道上空高高度の電離構造（プラズマバブル）などが知られている。

### 電離圏概況
- NICT Ionospheric signal
- NICTイオノゾンテ電離圏観測 - スポラディックE層：最新2時間
- NICTイオノゾンテ電離圏観測 - スポラディックE層：最新48時間
- 宇宙天気予報 電離圏領域

### 資料
- 前田隼, 日置幸介「GPS-TECによる中緯度スポラディックEの空間構造の観測」地球電磁気・地球惑星圏学会 第136回講演会. 2014年10月31日－11月3日. キッセイ文化ホール(長野県松本文化会館)、2014年11月。
- 観測ロケットS-520-29号機「スポラディックE層空間構造の立体観測実験
- 電波の異常伝搬によるテレビの受信障害
- 長谷川健司, 福尾秀一, 宮崎徹郎「スポラディックE層によるテレビ受信障害の現状とその対策」『映像情報メディア学会誌 : 映像情報メディア』第55巻第7号、映像情報メディア学会、2001年7月、971-974頁、doi:10.3169/itej.55.971、ISSN 13426907、NAID 110003685852。
- sporadic-E propagation at VHF
- Sporadic E and sudden neutral layers
- Suporadic E samarry